# 卡里斯·基爾
卡里斯·基爾·迪·帕利查·維辛（西班牙語：Carles Gil de Pareja Vicent，1992年11月22日—），西班牙足球運動員，通常司職翼鋒，現時效力美職聯球會新英倫革命。

## 職業生涯
華倫西亞
2012/13賽季，卡里斯·基爾被外借至西乙球會艾爾切，吸收比賽經驗。
艾爾切
2012/13賽季，基爾出色的表現為艾爾切取得西乙冠軍，並為艾爾切25年後再第一次升上西甲。
阿士東維拉
2015年1月13日，基爾以320萬英鎊轉投英超球會阿士東維拉，簽約四年半。

## 國家隊
2013年，卡里斯·基爾首次入選西班牙U21。

## 榮譽
- 艾爾切
  - 西班牙乙組足球聯賽
    - 冠軍 2012/13

## 外部連結
- BDFutbol profile（页面存档备份，存于）
- Futbolme profile[永久] （西班牙文）
- Stats and bio at CiberChe （西班牙文）